# Dellamorte Dellamore
Dellamorte Dellamore è un romanzo di Tiziano Sclavi, scritto originariamente nel 1983 ma pubblicato solo nel 1991. Ne venne tratto un film omonimo nel 1994.

## Trama
A Buffalora, immaginaria cittadina lombarda all'apparenza tranquilla e sonnacchiosa, il custode del cimitero locale, Francesco Dellamorte, affiancato dal suo aiutante Gnaghi, è testimone di una strana epidemia: i cadaveri si risvegliano entro sette giorni dalla morte e diventano aggressivi, pertanto devono essere neutralizzati, per evitare il peggio. Dellamorte si innamora di "Lei" (una donna che sembra reincarnarsi continuamente) ed è suo malgrado protagonista di avvenimenti mortiferi e grotteschi, al confine della follia.

## Trasposizioni in altri media
Cinema
- Dellamorte Dellamore, regia di Michele Soavi, 1994[1]